# Briouze
Briouze – miejscowość i gmina we Francji, w regionie Normandia, w departamencie Orne.
Według danych na rok 1990 gminę zamieszkiwało 1658 osób, a gęstość zaludnienia wynosiła 97 osób/km² (wśród 1815 gmin Dolnej Normandii Briouze plasuje się na 125. miejscu pod względem liczby ludności, natomiast pod względem powierzchni na miejscu 172.).